# Herb powiatu puławskiego

Herb powiatu w latach 2001–2009

Herb powiatu puławskiego – jeden z symboli powiatu puławskiego, ustanowiony 29 sierpnia 2001, ze zmianą 22 września 2009.

## Wygląd i symbolika
Herb przedstawia na tarczy w polu czerwonym nad rzeką błękitną (Wisłą) u podstawy pogoń – rycerza srebrnego z mieczem w prawej ręce i tarczą na lewym ramieniu mającą w polu błękitnym krzyż podwójny złoty, siedzącego na koniu srebrnym w skoku z rzędem błękitnym z guzami złotymi.